# Ashley Hutchinson
Ashley Hutchinson (Cairns, Queensland, 9 de maig de 1979) és un ciclista australià, que fou professional que es va especialitzar amb ciclisme en pista, escara que també competí en ruta. Del seu palmarès destaca un Campionat del món en persecució per equips.

## Palmarès en pista
- 2004
  -  Campió del món de Persecució per equips (amb Peter Dawson, Stephen Wooldridge i Luke Roberts)
  - Campió d'Oceania en Puntuació
  - Campió d'Oceania en Scratch

### Resultats a laCopa del Món
- 2000
  - 1r a Cali, en Madison
- 2005-2006
  - 1r a Moscou, en Persecució per equips

## Palmarès en ruta
- 2003
  - Vencedor d'una etapa al Tour de Sunraysia
  - Vencedor d'una etapa al Tour de Queensland
- 2004
  - Vencedor de 2 etapes al Tour de Queensland